# Palazzo dei Piceni

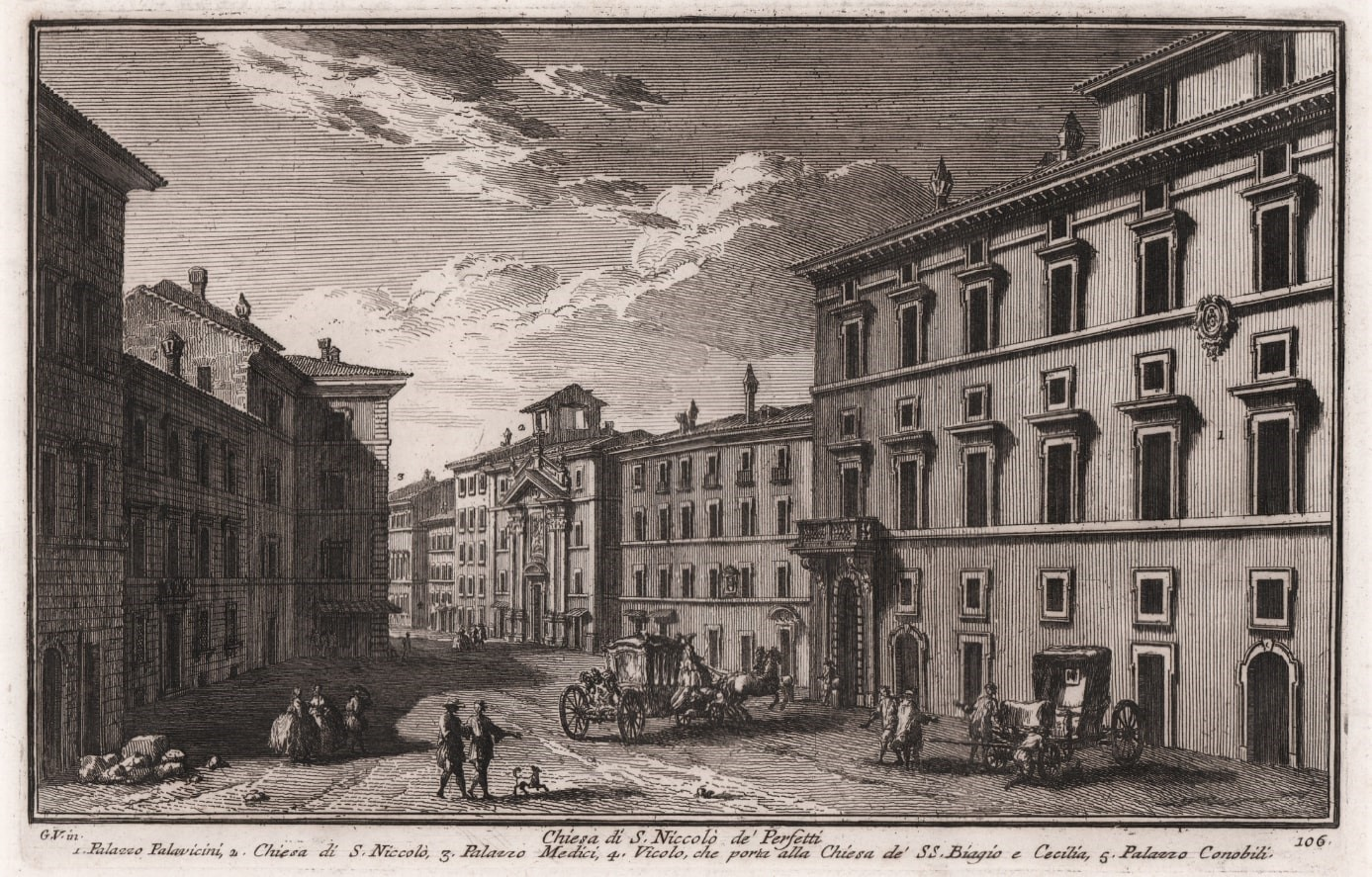
Nesta gravura de Giuseppe Vasi (1756) mostrando a Via dei Prefetti, o Palazzo Pallavicini é o primeiro à direita. Do mesmo lado da rua, mas ao fundo, está a igreja de San Nicola dei Prefetti.

Palazzo dei Piceni, conhecido antigamente como Palazzo Pallavicini, é um palácio localizado na esquina da Via dei Prefetti com a Via della Lupa, no rione Campo Marzio de Roma.

## História
A família Pallavicini já era proprietária de um palácio no local em 1551 e provavelmente uma grande reforma já havia sido realizada antes de 1645, quando Gerolama Pallavicini deixou-o como herança para a "Confraternidade da Santa Casa de Loreto" (Pio Sodalizio dei Piceni), da cidade de Loreto, aquela para a qual anjos teriam levado, de Nazaré, a casa na qual a Virgem Maria recebeu a Anunciação. Os habitantes da região à volta de Loreto eram conhecidos como marchigiani, uma referência ao nome oficial da região, Marche (Marcas). Piceno é um nome antigo para a porção sul desta região.